# حاجي أباد (ماهرو)
حاجي أباد (بالفارسية: حاجی‌آباد) هي منطقة سكنية تقع في إيران في قسم ماهرو الریفي.